# باذنجان

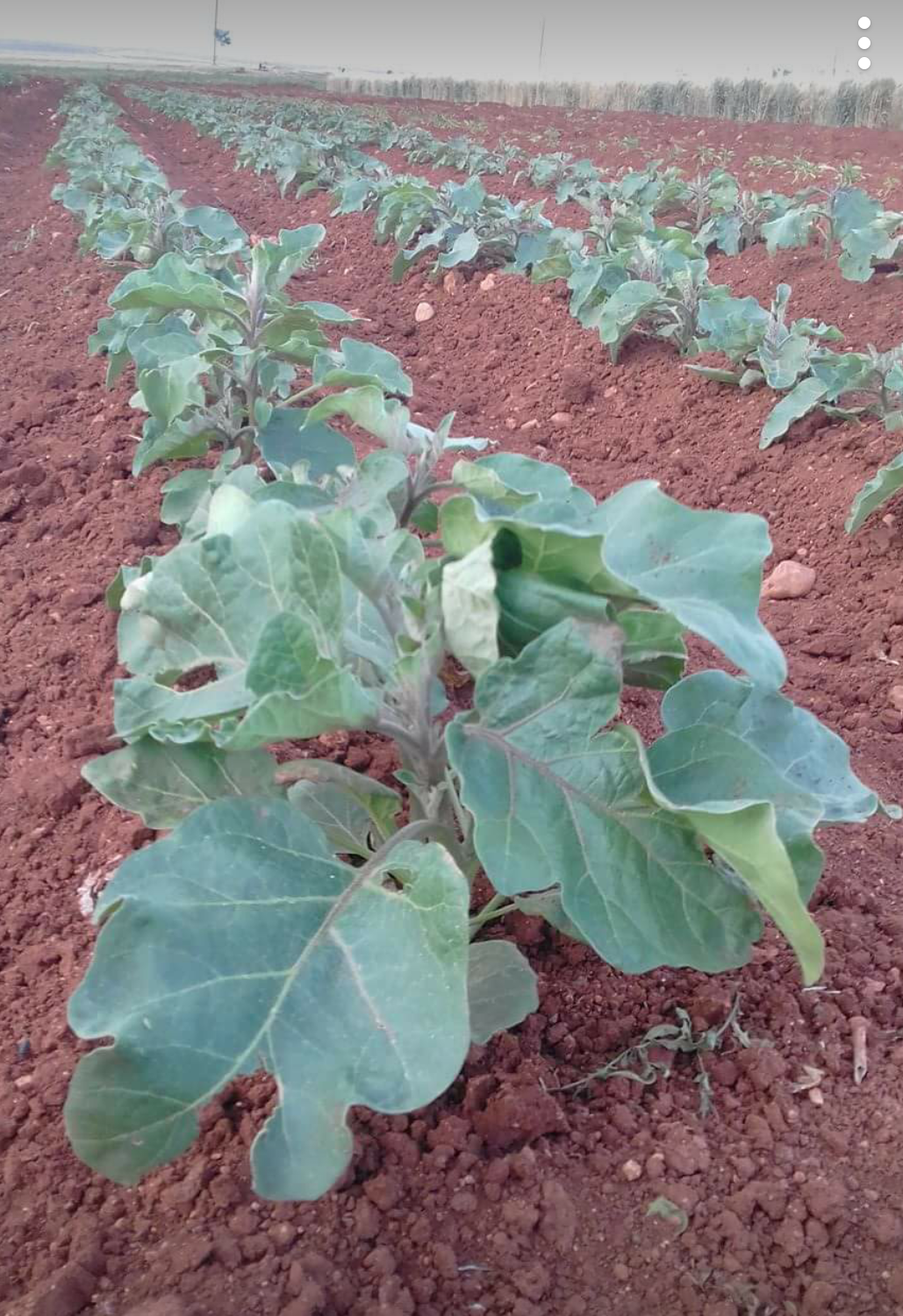
شتلات باذنجان قبل مرحلة الإزهار

البَاذِنْجَان أو الأنَبَة (الجمع: الأنَبَ أو الأَنْب) (الاسم العلمي: Solanum melongena)، هو نبات حولي عشبي يتبع الفصيلة الباذنجانية ونوع من الخضراوات الموسمية، ويتميز بلونه البنفسجي الداكن أو الأسود.

## التسمية
البَاذِنْـجَان هي التسمية الأكثر شيوعا للنبات، وبحسب أدي شير فإن الاسم أصله سرياني. من أسمائه العربية الفصيحة أيضا: الأَنـَب' و الحَـدَق والحَـيْصَل والقَهْقَب والكَهْكَب والكَهْكَم والمَـغْد و المَـغَد

## الأصناف الزراعية

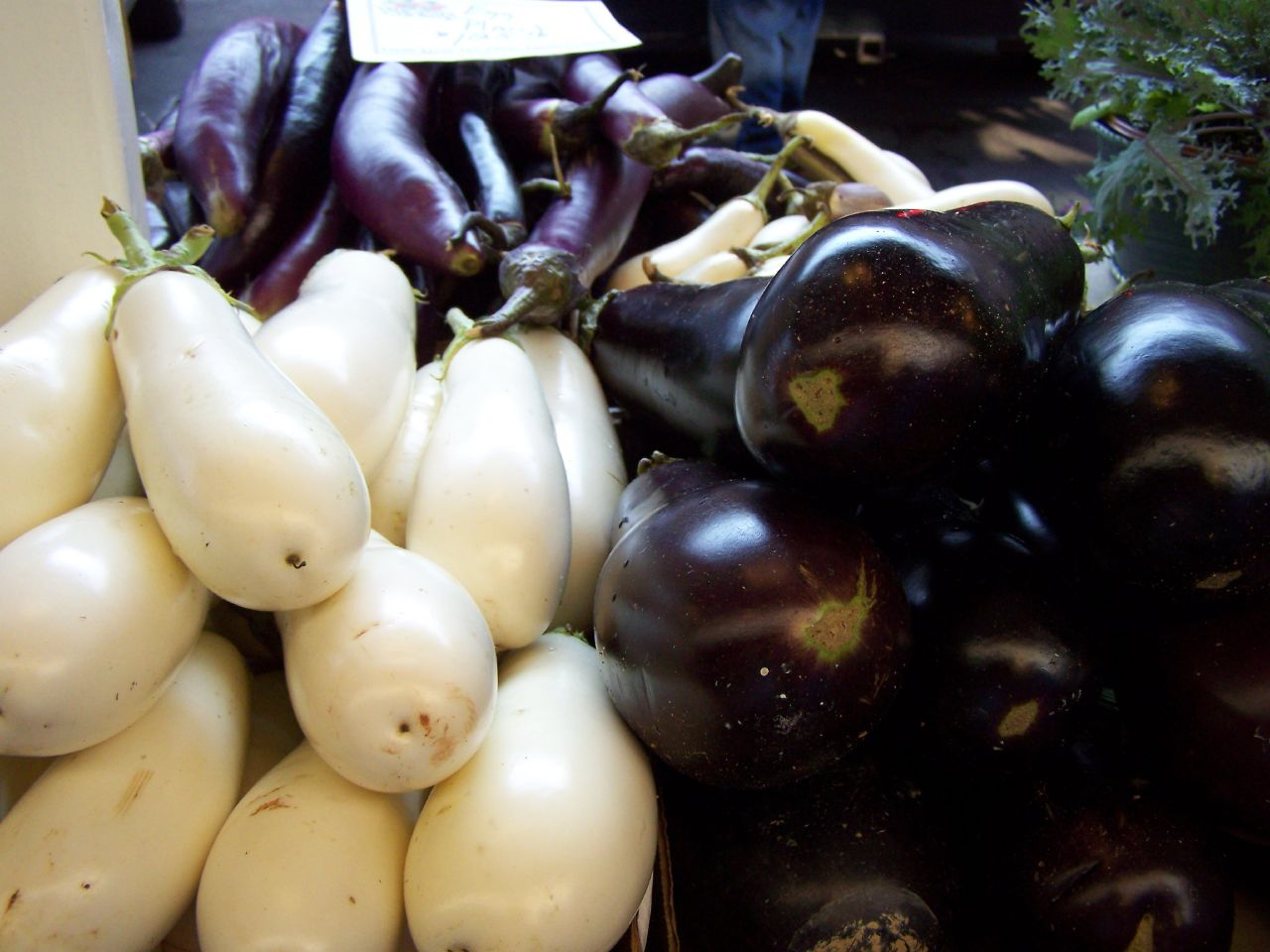
أصناف من الباذنجان: برتقالي وبنفسجي غامق وبنفسجي فاتح.

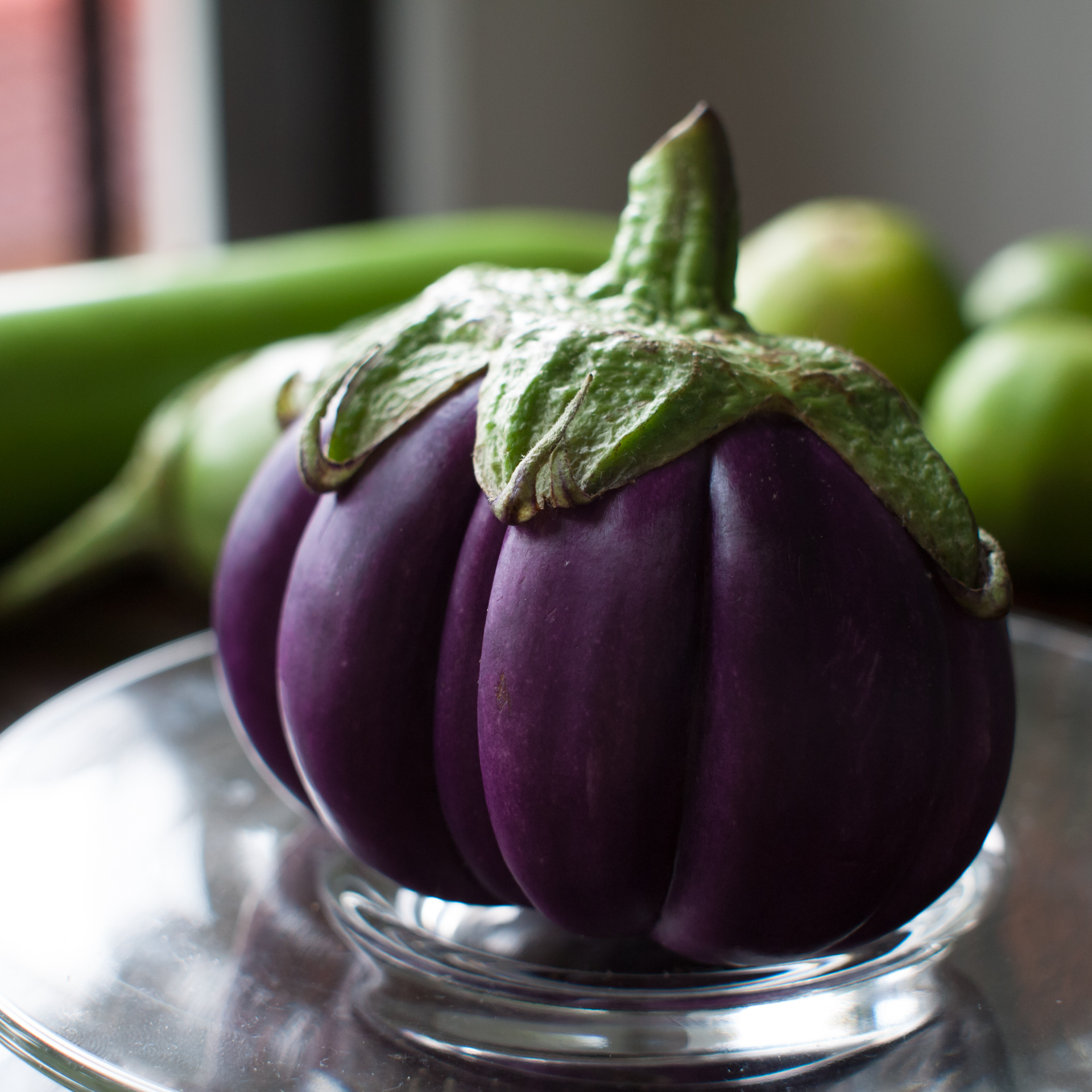
باذنجان تايلندي

توجد أصناف متعددة من الباذنجان، تختلف فيما بينها في الحجم والشكل واللون - الذي يكون في الغالب إحدى درجات البنفسجي أو بلون برتقالي فاتح.
تسود في أوروبا وأمريكا الشمالية زراعة الباذنجان البيضاوي الطويل، حيث يتراوح طوله من 12 إلى 25 سم وعرضه من 6 إلى 9 سم بلون بنفسجي غامق.
توجد في الهند وبلدان آسيوية أخرى أصناف أكثر تنوعاً وتفاوتاً، فقد يصل حجم حبة الباذنجان إلى كيلو غرام (2.2 باوند) خاصةً في حوض نهري الغانج ويمنا، وتتنوع ألوانه بين الأبيض والأخضر والبنفسجي الغامق والفاتح والوردي والبنفسجي أو الأخضر المخطط بالأبيض. أما الباذنجان الصيني فهو طويل ورفيع ويشبه الخيار.

## الطهو

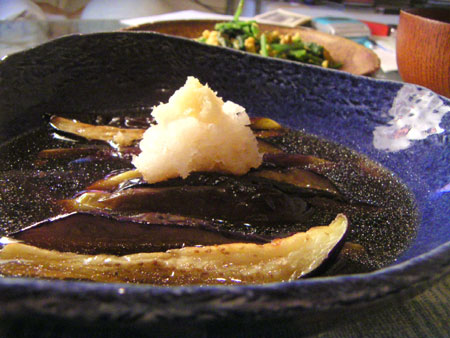
باذنجان مقلي مغمس بصلصة الصويا والزبدة

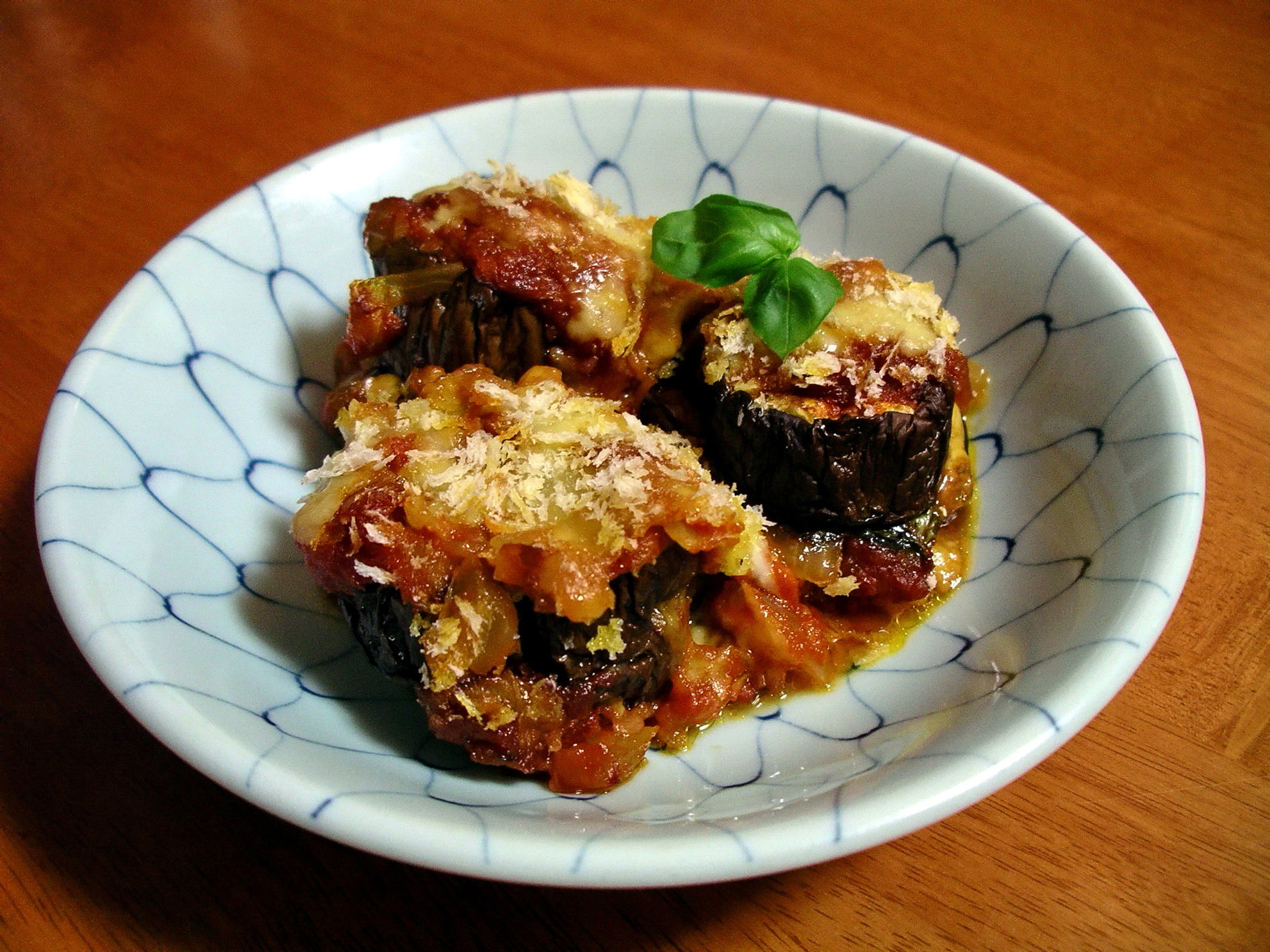
الباذنجان بجبنة البارميزان

لا يؤكل الباذنجان نيئاً نظراً لمرارة طعمه، إلا أنه يصبح طرياً ولذيذ الطعم بعد طهوه. ينصح الطهاة بنقع الباذنجان بعد تقطيعه في ماء مملح لسحب طعمه المر وتقليل كمية الزيت أو الدهن الذي يمتصه عند الطهي.

## استهلاك
يؤكل الباذنجان مطهواً إما بالقلي أو السلق أو الشوي، وهو المكون الأساسي لبعض الأطباق كالمكدوس والمسقعة.
هناك عدة أطباق أخرى تحضّر من الباذنجان منها: مقلوبة الباذنجان، فتة الباذنجان، متبّل الباذنجان، شكشوكة الباذنجان وغيرها، كما هناك مخلل الباذنجان ومربى الباذنجان

## زراعة
تزرع بذور الباذنجان في أرض رملية مسمدة بسماد جيد متخمر ويسقى بكثير من الماء وذلك في أوائل فصل الربيع معرض للشمس وعندما يبلغ طوله 41 سنتمترا ينقل ويوضع على شكل صفوف في أرض جيدة الحرث بشكل متباعد بحيث يكون بين كل نبتتيين مسافة متر واحد ثم يسقى بالماء يسقى بالماء نحو ثلاث مرات في الأسبوع.
يجب أن يلف الباذنجان وينقى من أوراقه الفاسدة وأن تقطع جميع الأفرع التي تتولد بحيث لا يكون له إلا ساق واحد وفرعان أصليان.

## فوائد الباذنجان
- مرضى السكر: مفيد لمرضى السكر حسب وصف جمعية السكر الأمريكية حيث أنه غني بالألياف والتي تساعد على التحكم في سكر الدم.
- مرضى الكولسترول: يساعد في خفض نسبة الكولسترول لاحتوائه على الالياف الذائبة التي تمنع امتصاص الكولسترول من المعدة.
- الوقاية من السرطان: حيث يحتوي على العديد من مضادات الأكسدة التي تحمي الخلايا من التلف.
- مهدئ للأعصاب: ففي تقرير نشر عام 1993 في مجلة "نيو إنجلاند الطبية"، أكد على أن الباذنجان أكثر احتواء على النيكوتين من التبغ مما يساعد على هدوء الأعصاب.
- مرضى الضغط: يساعد في خفض ضغط الدم لاحتوائه على البوتاسيوم الذي يساعد في خفض الصوديوم بالدم.
- تقوية الجنس: وهو معروف بفوائده منذ زمن بعيد في الطب الهندي القديم كمقوي جنسي.
- للبشرة والشعر: يحتوي الباذنجان على معادن وفيتامينات وألياف غذائية وكمية كبيرة من المياه تساعدنا على الحصول على بشرة نقية ورطبه، محاربة التجاعيد وعلامات الشيخوخة. كذلك تغذية فروة الرأس وجذور الشعر والحفاظ على صحة الشعر وتقويته.[15]
- تشير الدراسات إلى أن الأنثوسيانين الموجود في قشر الباذنجان، قد يساعد في حماية أغشية خلايا الدماغ من التلف الذي تسببه الجذور الحرة. يساعد الأنثوسيانين أيضا في نقل العناصر الغذائية إلى الخلايا. إضافة إلى ذلك يساعد الأنثوسيانين على منع الإلتهاب العصبي وتسهيل تدفق الدم إلى الدماغ، وهذا يمكن أن يساعد في منع فقدان الذاكرة و الجوانب الأخرى من التدهور العقلي المرتبط بالعمر.[16]

## إحصاء
| البلدان         | الإنتاج    | هامش |
| --------------- | ---------- | ---- |
| الصين           | 18,330,000 | F    |
| الهند           | 8,450,200  | -    |
| مصر             | 1,000,000  | F    |
| تركيا           | 791,190    | -    |
| إندونيسيا       | 390.000    | F    |
| العراق          | 380.000    | F    |
| اليابان         | 375.000    | F    |
| إيطاليا         | 271,358    | -    |
| السودان         | 230,000    | F    |
| المملكة المتحدة | 198,000    | F    |
| العالم          | 32,072,972 | A    |

F معناها تقديرات منظمة الأغذية والزراعة.
A معناها الإجمالي

## محاذير تناول الباذنجان
- يحتوي الباذنجان على الأوكسالات، وعلى الرغم من أنه يحتوي على كمية أقل من معظم الخضروات والفواكه. يمكن أن تساهم هذه الأوكسالات في تكوين حصوات الكلى عند الأشخاص الذين هم أكثر عرضة لإمتصاص الأوكسالات.[16]
- الباذنجان جزء من عائلة الباذنجانيات. تحتوي الباذنجانيات على ماة السولانين التي تحمي هذه النباتات أثناء نموها. يمكن أن تكون هذه المادة سامة وعادة ما يكون الناس معرضين لخطر تناول السولانين اذا تناولو البطاطس التي تحولت إلى اللون الأخضر . يحتوي الباذنجان على كميات صغيرة من السولانين ومن غير المرجح أن يكون لتناول كميات صغيرة إلى معتدلة تأثير كبير.[16]

## معرض الصور

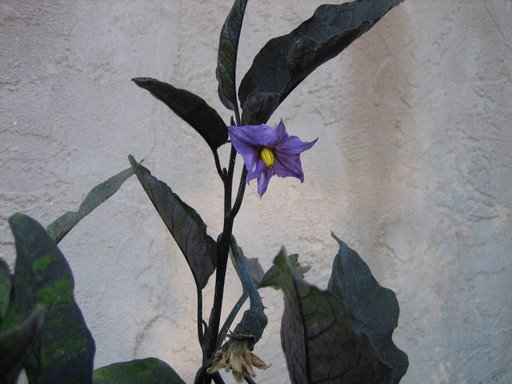
زهرة الباذنجان الصيني.
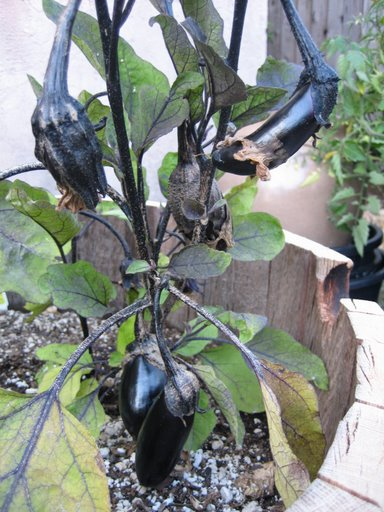
الباذنجان الياباني.
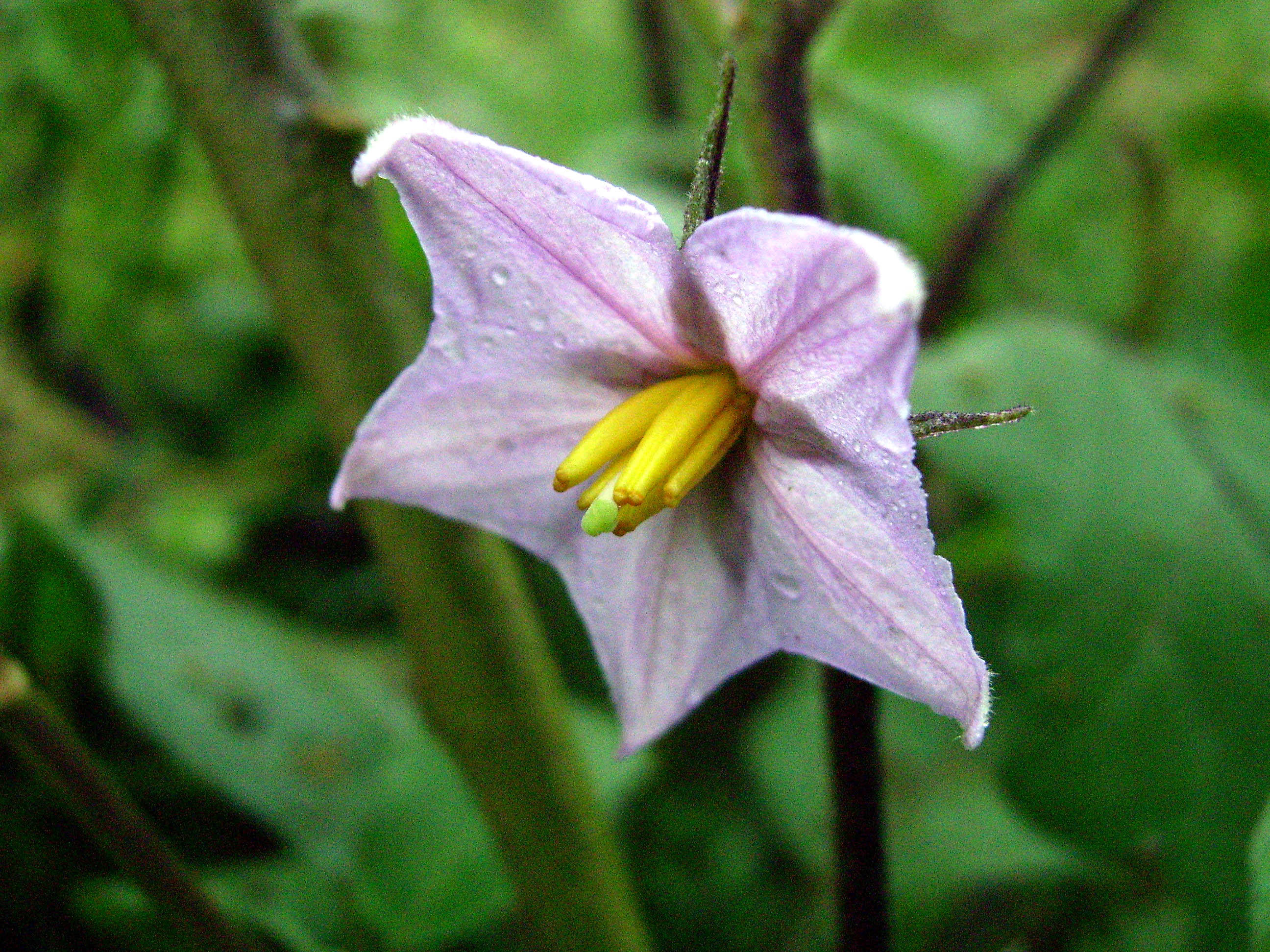
زهرة الباذنجان
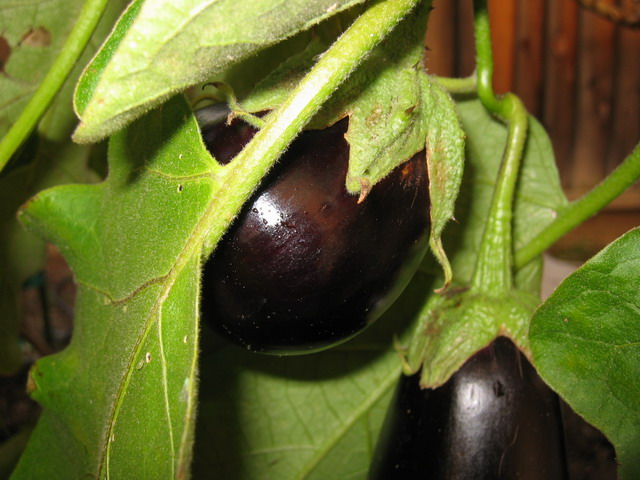
باذنجان ناضج كبير الحجم.
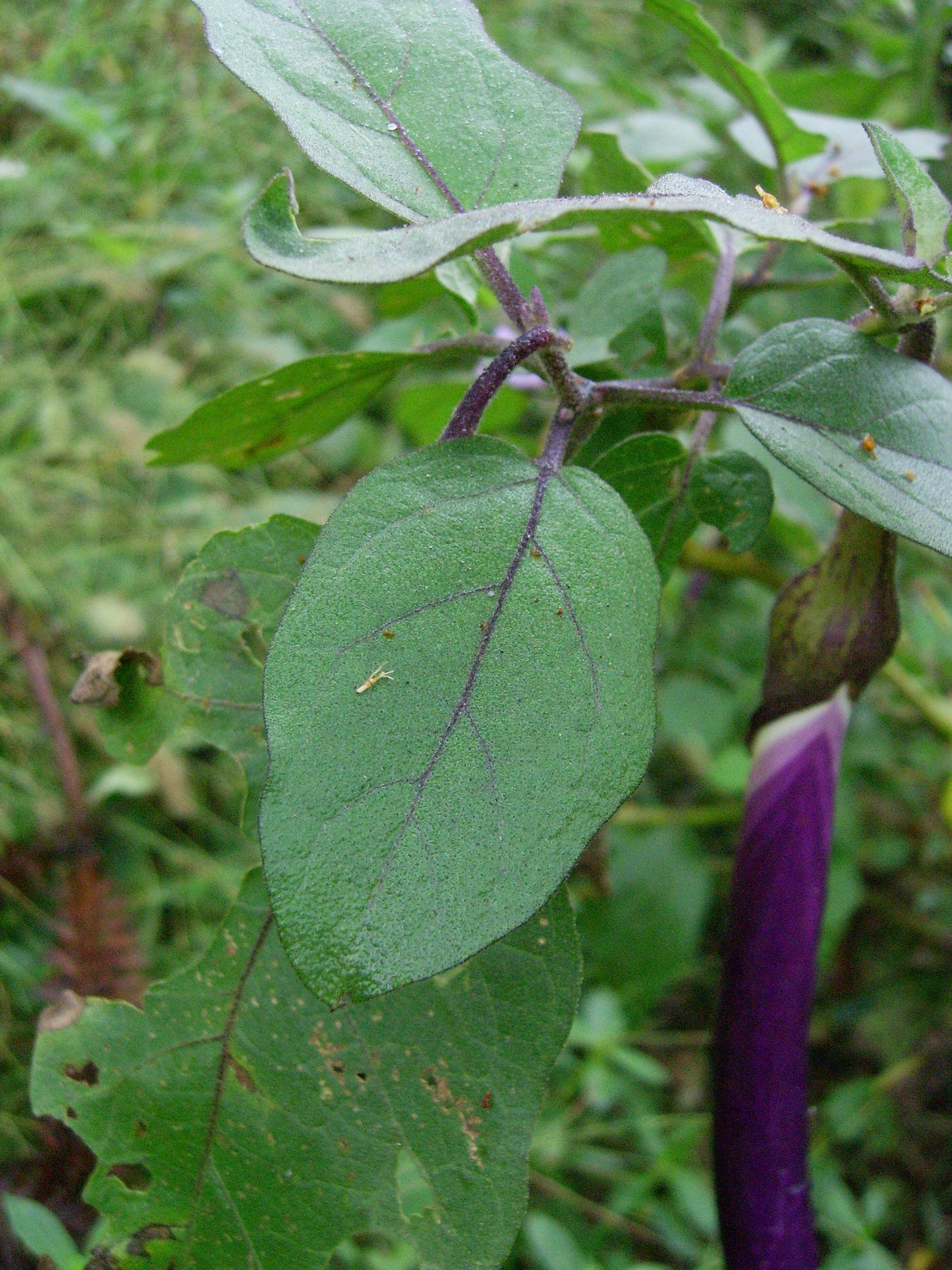
باذنجان طويل.
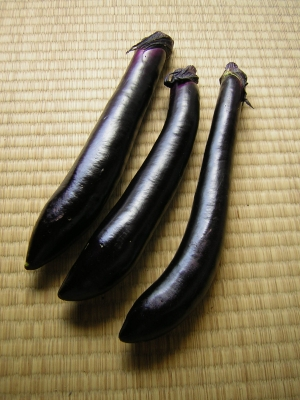
باذنجان أسطواني طويل.
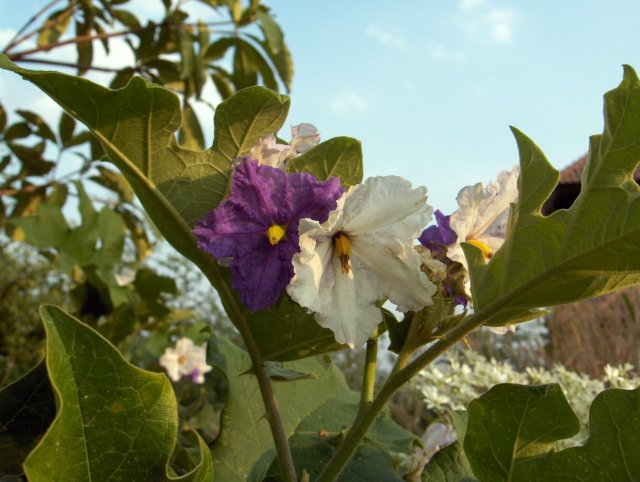
أزهار الباذنجان التايلندي.
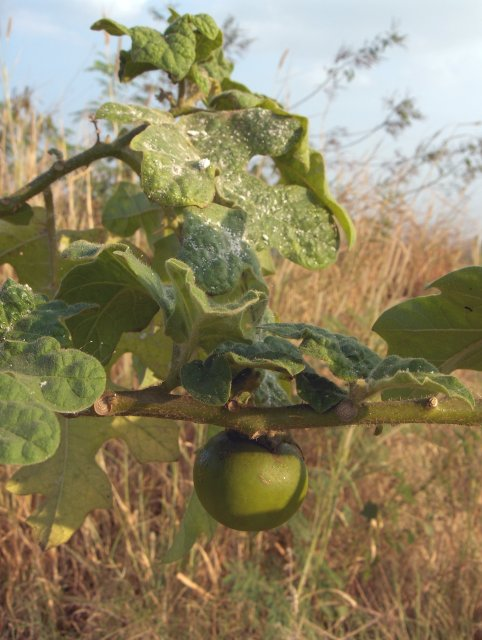
باذنجان تايلندي.
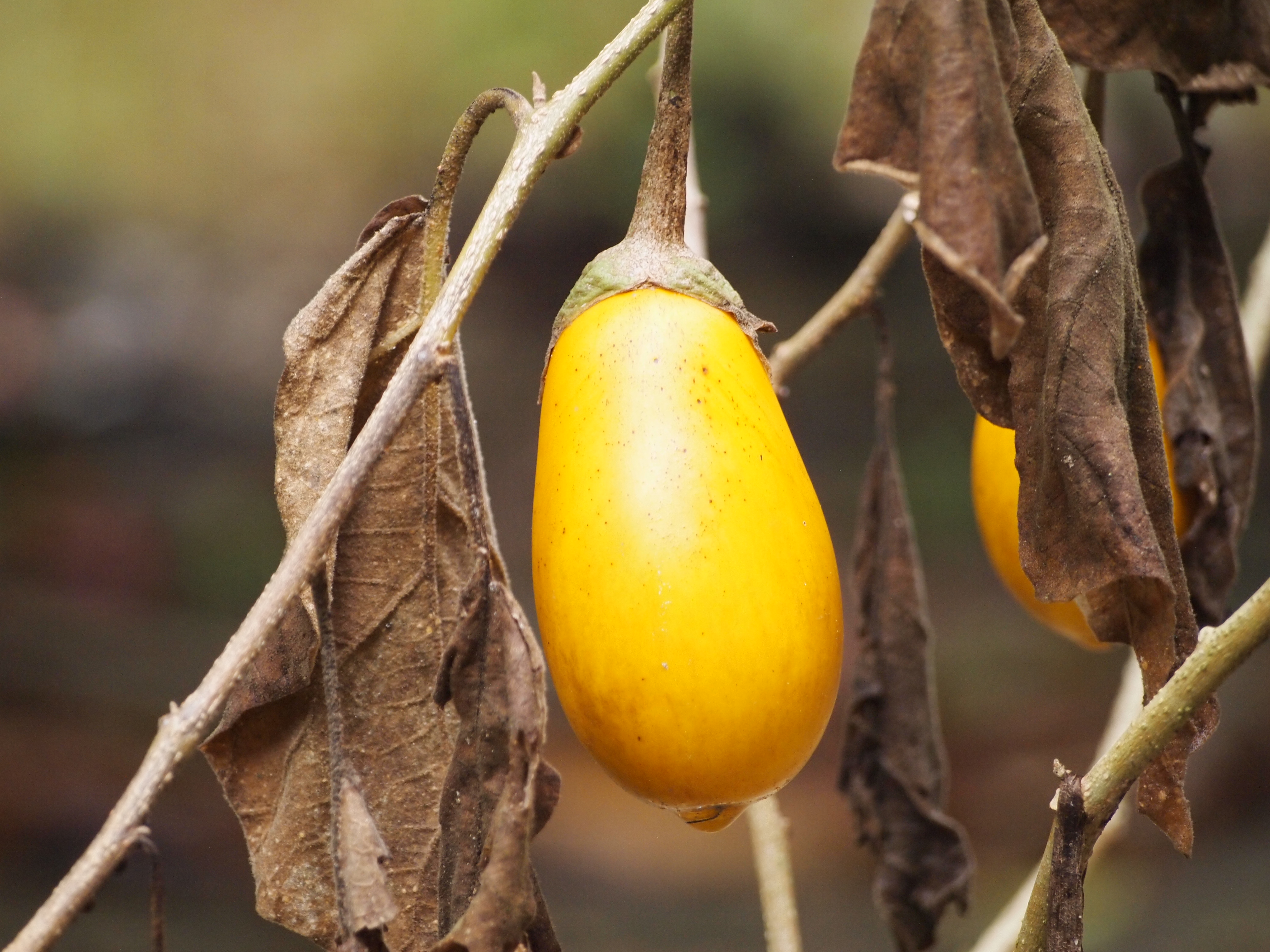
باذنجان ماليزي.
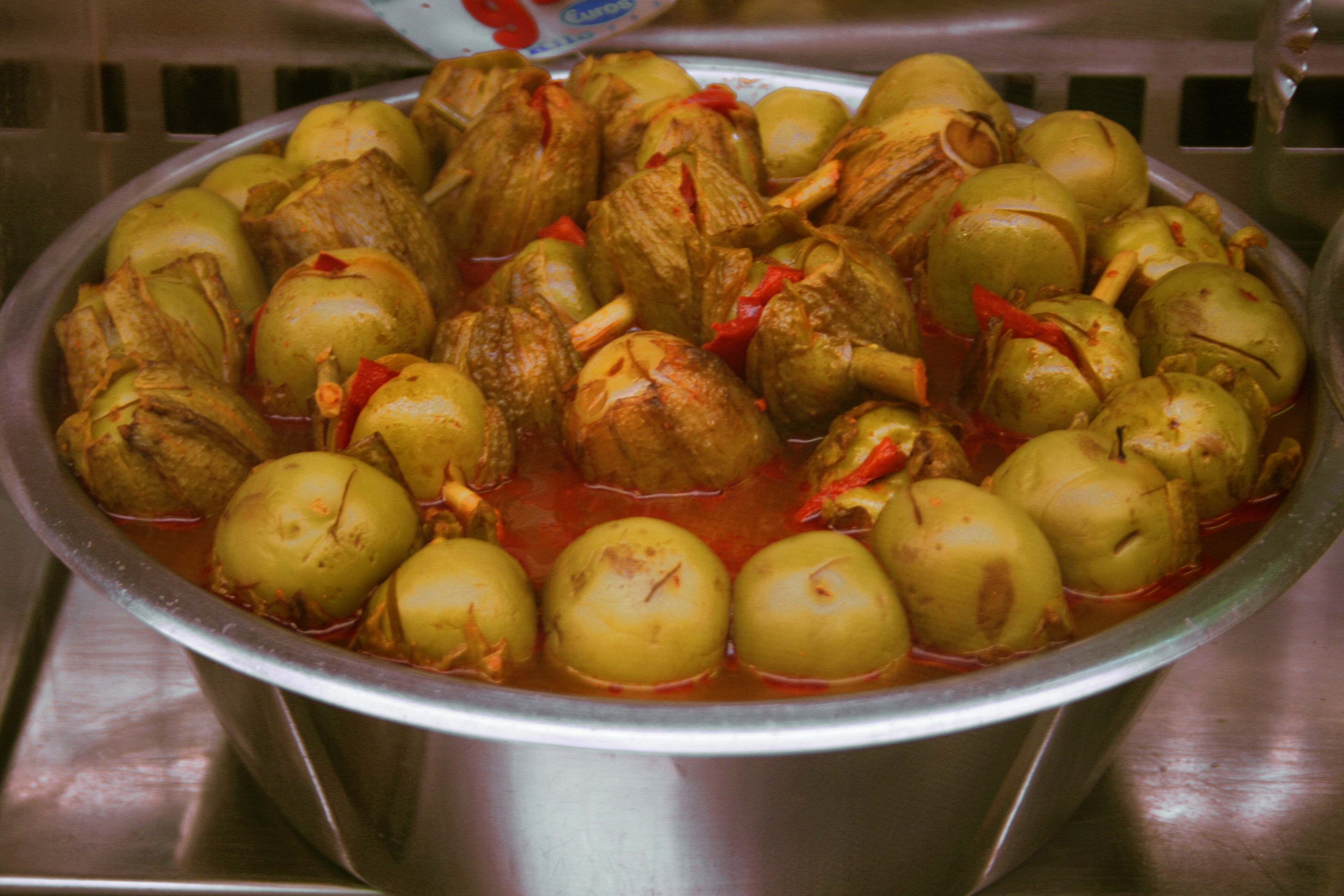
Berenjenas de Almagro:باذنجان مخلل ومتبل من أسبانيا.

## هوامش
1. 1 2  Carolus Linnaeus (1753), Species Plantarum: Exhibentes plantas rite cognitas ad genera relatas (باللاتينية), vol. 1, p. 186, QID:Q21856106
2. 1 2   https://inpn.mnhn.fr/espece/cd_nom/124075/tab/taxo. {{استشهاد ويب}}: |url= بحاجة لعنوان (مساعدة) والوسيط |title= غير موجود أو فارغ (من ويكي بيانات) (مساعدة)
3. ↑  مصطفى الشهابي (2003). أحمد شفيق الخطيب (المحرر). معجم الشهابي في مصطلحات العلوم الزراعية (بالعربية والإنجليزية واللاتينية) (ط. 5). بيروت: مكتبة لبنان ناشرون. ص. 837. ISBN:978-9953-10-550-5. OCLC:1158683669. QID:Q115858366.
4. ↑  [أ] المعجم الموحد لمصطلحات علم الأحياء، سلسلة المعاجم الموحدة (8) (بالعربية والإنجليزية والفرنسية)، تونس: مكتب تنسيق التعريب، 1993، ص. 41، OCLC:929544775، QID:Q114972534
[ب] ميشال حايك (2001)، موسوعة النباتات الطبية (بالعربية والإنجليزية والفرنسية والألمانية واللاتينية) (ط. 3)، بيروت: مكتبة لبنان ناشرون، ج. 1، ص. 18، OCLC:956983042، QID:Q118724964
[جـ] سمير إسماعيل الحلو (1999)، القاموس الجديد للنباتات الطبية: أكثر من 2000 نبات بأسمائها العربية والإنجليزية واللاتينية (بالعربية والإنجليزية واللاتينية) (ط. 1)، جدة: دار المنارة، ص. 86، OCLC:1158805225، QID:Q117357050
[د] محمد خير أبو حرب (1985)، المعجم المدرسي، مراجعة: ندوة النوري (ط. 1)، دمشق: وزارة التربية، ص. 81، OCLC:1136027329، QID:Q116176016
[هـ] أرمناك ك. بديفيان (2006)، المعجم المصور لأسماء النباتات: ويشمل النباتات الاقتصادية والطبية والسامة ونباتات الزينة وأهم الحشائش والأعشاب (بالعربية واللاتينية والأرمنية والإنجليزية والفرنسية والألمانية والإيطالية والتركية)، القاهرة: مكتبة مدبولي، ص. 619، OCLC:929657095، QID:Q117464906
[و] عبد العال حسن مباشر (1997). مصادر ومعاني الأسماء العلمية للفطريات والبكتريا والطحالب والنباتات (بالعربية والإنجليزية واليونانية واللاتينية). الدوحة: جامعة قطر. ص. 247. ISBN:978-99921-46-11-8. OCLC:1103833419. QID:Q118210367.
[ز] مصطفى الشهابي (2003). أحمد شفيق الخطيب (المحرر). معجم الشهابي في مصطلحات العلوم الزراعية (بالعربية والإنجليزية واللاتينية) (ط. 5). بيروت: مكتبة لبنان ناشرون. ص. 675. ISBN:978-9953-10-550-5. OCLC:1158683669. QID:Q115858366.

[ح] قاموس مصطلحات الفلاحة (بالعربية والفرنسية). الجزائر العاصمة: المجلس الأعلى للغة العربية بالجزائر. 2018. ص. 46. ISBN:978-9931-681-42-7. OCLC:1100055505. QID:Q121071043.
5. ↑  أحمد عيسى (1930)، معجم أسماء النبات (بالعربية والفرنسية واللاتينية والإنجليزية) (ط. 1)، القاهرة: الهيئة العامة لشؤون المطابع الأميرية، ص. 171، OCLC:122890879، QID:Q113440369
6. ↑  إدوار غالب (1988). الموسوعة في علوم الطبيعة: تبحث في الزراعة والنبات والحيوان والجيولوجيا (بالعربية واللاتينية والألمانية والفرنسية والإنجليزية) (ط. 2). بيروت: دار المشرق. ج. 1. ص. 131. ISBN:978-2-7214-2148-7. OCLC:44585590. OL:12529883M. QID:Q113297966.
7. ↑  ويكتب أيضا بدال مهملة؛ من السريانية حسب (أدى شير، ص. 15) واسمه ܦܵܐܬܸܠܓܵܢ
8. ↑  «والأَنَبُ، مُحَرَّكَةً: الباذنجان.» الفيروزآبادي. القاموس المحيط.
9. 1 2 3  «والحَدَقُ الباذِنْجانُ، واحدتها حَدَقة، شبّه بحدَق المَها؛ قال: تَلْقَى بها بَيْضَ القَطا الكُدارِي، توائماً كالحَدَقِ الصِّغارِ ووجدنا بخط علي بن حمزة: الحذَقُ الباذنجان، بالذال المنقوطة، ولا أَعرفها. الأَزهري عن ابن الأَعرابي: يقال للباذنجان الحدق والمَغْد، وقد ذكر الجوهري في هذا الفصل الحَنْدَقُوق، قال ابن بري: وصوابه أَن يذكر في ترجمة حندق لأَن النون أَصلية، ووزنه فَعْلَلُول.» ابن منظور. لسان العرب.
10. 1 2  طوبيا العنيسي الحلبي اللبناني، تفسير الألفاظ الدخيلة في العربية مع ذكر أصلها بحروفة، ص. 5، QID:Q117357294
11. ↑  «والحَيْصَلُ: الباذِنْجانُ.» الفيروزآبادي. القاموس المحيط.
12. ↑  «القَهْقَب: الباذنجان.» الفيروزآبادي. القاموس المحيط.
13. ↑  «الكَهْكَبُ، كجَعْفَرٍ: الباذِنْجانُ.» الفيروزآبادي. القاموس المحيط.
14. 1 2  «الكَهْكَمُ والكَهْكَبُ الباذِنجانُ.» ابن منظور. لسان العرب.
15. ↑  "فوائد الباذنجان المذهلة لصحتك". Webteb. مؤرشف من الأصل في 2020-11-23. اطلع عليه بتاريخ 2021-06-10.
16. 1 2 3  "Eggplant: Health benefits and nutritional information". www.medicalnewstoday.com (بالإنجليزية). 8 Nov 2019. Archived from the original on 2024-08-25. Retrieved 2024-08-10.